# Кононов, Александр Иванович (Герой Российской Федерации)
Кононов Александр Иванович (17 мая 1978, Находка, Приморский край, РСФСР, СССР — 12 августа 2014, Дагестан, Россия) — российский офицер частей специального назначения, подполковник, Герой Российской Федерации (2014, посмертно).

## Биография
Родился в городе Находка 17 мая 1978 года. С 1985 года по 1990 год учился в находкинской городской средней школе № 5, затем продолжил обучение в школе № 16. Окончил её в 1995 году.
В Вооружённых Силах Российской Федерации с 1995 года. В 2000 году окончил Новосибирский военный институт. Служил в подразделениях специального назначения Главного (разведывательного) управления Генерального штаба Вооружённых сил Российской Федерации. Выполнял специальные задания в государствах на территории бывшей Югославии, в зонах боевых действий в Чеченской республике и в Дагестане, в Абхазии и Южной Осетии. Был в командировках в Ираке, Сирии, Эфиопии. Ввиду закрытости информации о военнослужащих Главного управления Минобороны России подробности операций, в которых принимал участие А. И. Кононов, не публиковались. Владел английским, французским, немецким и персидским языками.
Погиб при исполнении служебного долга в Республике Дагестан 12 августа 2014 года. После выполнения боевой задачи группа спецназа возвращалась на базу и попала в засаду боевиков. В критической обстановке возглавил бой и спас сослуживцев. Погиб уже после завершения боя при подрыве на фугасе.. Похоронен на городском кладбище Солнечногорска у д. Обухово (Московская область).
Посмертно подполковнику Кононову А.И. за героизм и мужество, проявленные при выполнении специального задания, Указом Президента Российской Федерации В. В. Путина от 28 октября 2014 года было присвоено звание Героя Российской Федерации.

## Награды
- Герой Российской Федерации (28.10.2014, посмертно)
- Орден Мужества (2014)
- Медаль Суворова (2006)
- Медаль «За боевые отличия» (2007)
- Медаль «За воинскую доблесть» I и II степеней
- другие ведомственные медали[5]

## Память
- Мемориальная доска установлена на школе № 5 города Находка, где он учился.[6]
- Мемориальная доска установлена на доме № 19 по улице Малиновского города Находка, где он жил.[7]